# Billabong
A Billabong é a principal marca da empresa Billabong International Limited cujas ações são comercializadas na Bolsa de Valores da Austrália (ASX - Australian Stock Exchange) desde 11 de agosto de 2000. A palavra "Billabong" é de origem autóctone australiana e significaria um lago formado por um rio que mudou de curso.

## História
A Billabong foi fundada em 1973 em Burleigh Heads, Gold Coast, Austrália. Seus dois fundadores foram o surfista e shaper Gordon Merchant e sua esposa, Rena Merchant. A empresa foi imediatamente bem sucedida impulsionada pela grande procura pelos seus boardshorts (as bermudas de surfe). Já nessa época, a Billabong patrocinava competições e eventos voltados ao esporte, o que contribuiu para a divulgação e valorização da marca.
Nos anos 1980, a empresa já estava consolidada no mercado australiano e iniciou a sua expansão internacional. Seu primeiro alvo foi a América do Norte, onde teve grande aceitação. Ainda nessa década, as vendas da marca começaram a ganhar grande volume no mercado internacional, com destaque para a Nova Zelândia, Japão e África do Sul. No final dos anos 1980, a empresa estabelece uma matriz européia.
Nos anos 1990, o mercado mundial de surfwear cresce exponencialmente. A Billabong inicia uma estratégia de diversificação de produtos e começa a avançar sobre novos mercados, replicando o seu modelo de negócios para o público de outros esportes de prancha: skate e snowboard.
Em 11 de agosto de 2000, após uma reestruturação, a empresa se torna pública e passa a se chamar Billabong International Limited. Esta mudança torna o grupo financeiramente competitivo e a empresa se torna extremamente dedicada com um agressivo plano de expansão e conquista de mercado.
No início de 2001, o grupo compra a Von Zipper (marca de óculos escuros). Quatro meses depois, é a vez da Element (marca de skatewear) se tornar parte do grupo. Com o sucesso destas aquisições, a Billabong International ganha mais força e adquire a Honolua Surf Company.
Em janeiro de 2004, a Billabong adquire a Kustom (calçados), além da Palmers Surf, em setembro desse mesmo ano. A última aquisição do grupo foi a Nixon (relógios) em janeiro de 2006.
Além dos plano de expansão comercial, a empresa tem fortes estratégias de marketing. Desde a década de 1970 não deixa de patrocinar eventos e competições junto a seu público-alvo. Mantém estratégias de diversificação de produtos e mercados. Na Austrália, Estados Unidos e recentemente no Brasil, abriu seus próprios pontos de venda. Tem planos bem estabelecidos de trade marketing e comunicação.

## Billabong no Brasil

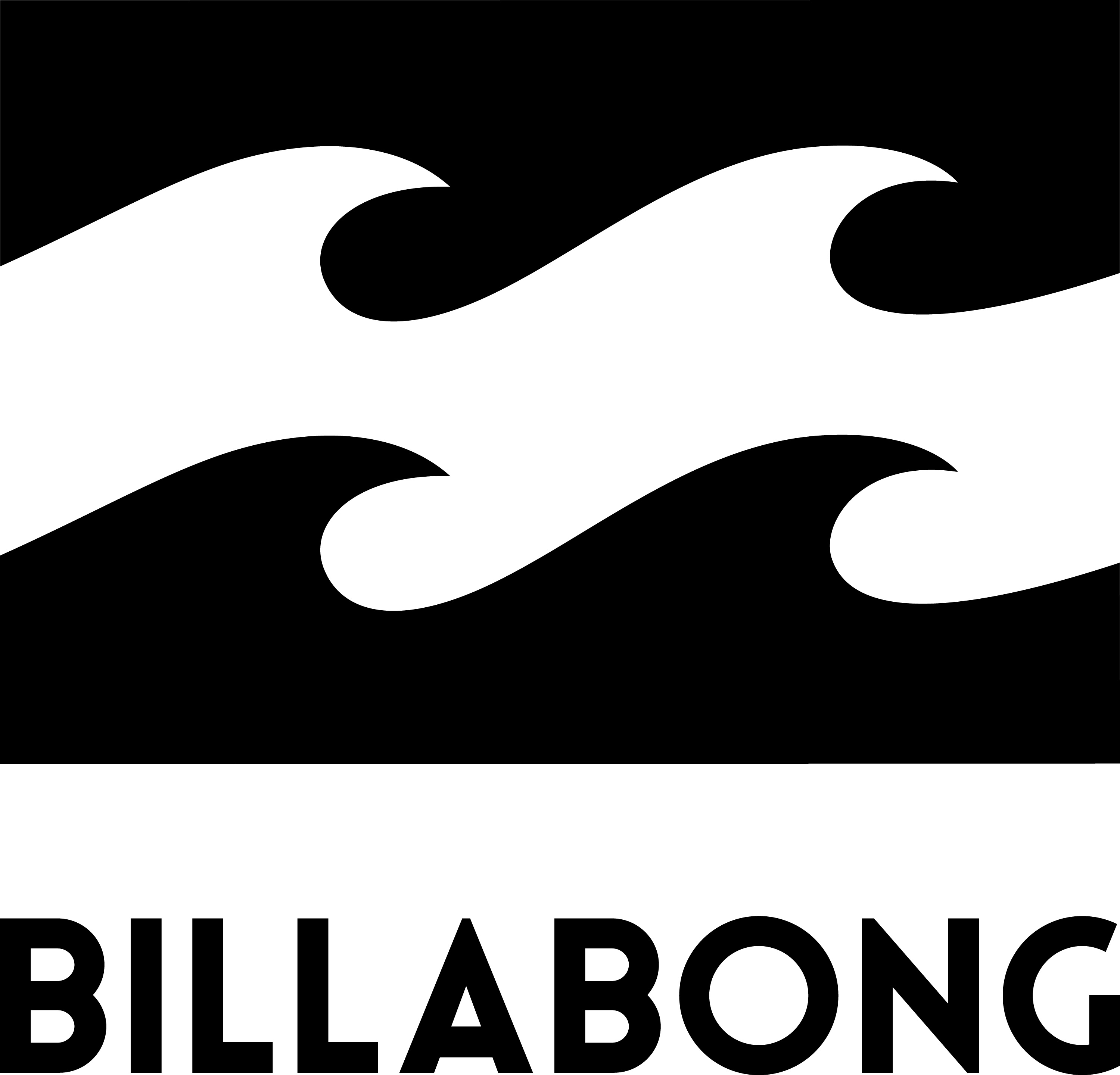
Logo da marca Billabong.

A Billabong International é representada no Brasil pelo grupo GSM Brasil Ltda., subsidiária do grupo internacional. A GSM Brasil, sediada em Moema, zona sul da capital de São Paulo, patrocina diversos eventos culturais e campeonatos esportivos. Além da própria Billabong, as marcas do grupo que estão sendo comercializadas no Brasil são: Billabong Girls, Von Zipper, Element, Nixon e Kustom. Por volta de 1985 a Billabong fundou sua primeira loja no Brasil, no estado de Minas Gerais.

## Billabong Branding
O grupo Billabong International Limited é detentor mundial das seguintes marcas:  Billabong, Billabong Girls, Von Zipper, Element, Kustom, Palmers Surf, Honolua Surf, Nixon Watches, além das redes de lojas homônimas e das lojas Ron Jon Surf Shop, Killer Dana Surf Shop, entre outras.